# I Miss You (Clean Bandit)
I Miss You is een nummer van de Britse elektronische muziekgroep Clean Bandit uit 2017, ingezongen door de Amerikaanse zangeres Julia Michaels. Het is de derde single van What Is Love?, het tweede studioalbum van Clean Bandit.
Het nummer, dat gaat over een verloren liefde, is iets minder uitbundig dan vorige singles van Clean Bandit. "I Miss You" werd in een aantal landen een bescheiden hit, maar was het meest succesvol in het Verenigd Koninkrijk, waar het de 4e positie pakte. In de Amerikaanse Billboard Hot 100 flopte het nummer echter met een 92e positie. In het Nederlandse taalgebied werd het nummer wel een hit, met een 17e positie in de Nederlandse Top 40 en een 5e positie in de Vlaamse Ultratop 50.